# Hydroeciodes repleta
Hydroeciodes repleta là một loài bướm đêm trong họ Noctuidae.